# Sammy Mandell
Samuel Mandella, meglio conosciuto come Sammy Mandell (Rockford, 5 febbraio 1904 – Oak Park, 7 novembre 1967), è stato un pugile statunitense.
La International Boxing Hall of Fame lo ha riconosciuto fra i più grandi pugili di ogni tempo.

## Gli inizi
Proveniente da famiglia di origine italiana, divenne professionista nel 1920.
Era noto come "The Rockford Sheik", per la sua somiglianza con Rodolfo Valentino.

## La carriera
Pugile di grande abilità difensiva, divenne campione del mondo dei pesi leggeri dal 21 maggio 1928, battendo Jimmy McLarnin, al 17 luglio 1930, quando fu sconfitto da Al Singer.
Durante la sua carriera si batté con altri grandi pugili come Tony Canzoneri e Billy Petrolle.